# Tatranská Štrba

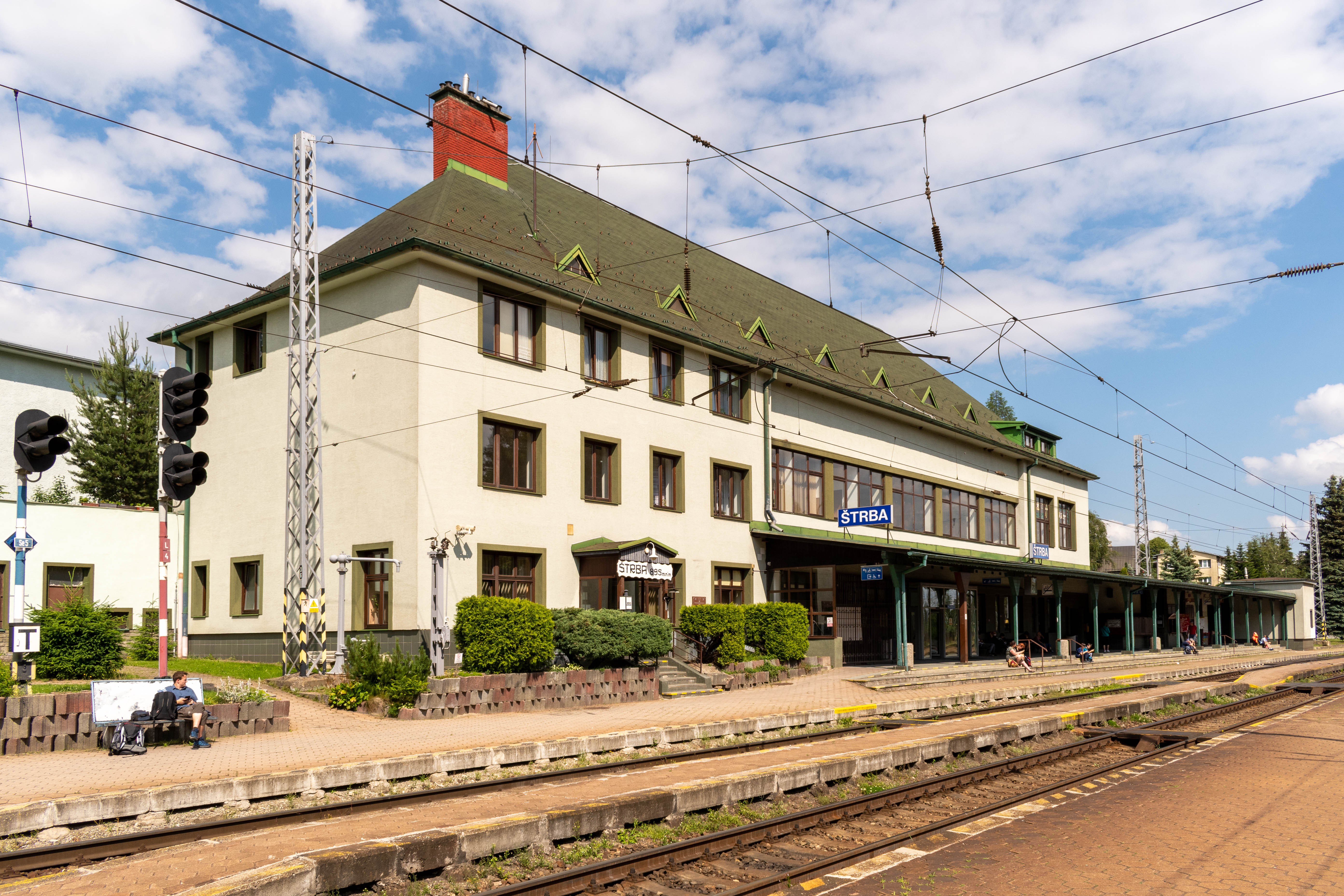
Bahnhof Štrba in Tatranská Štrba

Wappen von Tatranská Štrba

Tatranská Štrba (deutsch Tschirmer Sattel, ungarisch Tátracsorba) ist ein Ortsteil von Štrba im Okres Poprad (Prešovský kraj) in der Slowakei unterhalb der Hohen Tatra, genau an der europäischen Hauptwasserscheide: den Westteil entwässert der Lučny potok im Einzugsgebiet der Waag über den Quellfluss Biely Váh (Schwarzes Meer), den Ostteil der Bach Mlynica im Einzugsgebiet des Poprad (Ostsee). Das Ortszentrum liegt auf einer Höhe von 900 m n.m. und ist vier Kilometer vom Hauptort entfernt.
Der Ort entstand um den Bahnhof Štrba kurz nach der Fertigstellung der Kaschau-Oderberger Bahn im Jahr 1871, im Hochwald genannten Gebiet. Durch die wachsende Bedeutung des Tourismus in der Hohen Tatra wurde der Bahnhof zum Umsteigepunkt Richtung Erholungsort Štrbské Pleso (deutsch Tschirmer See). Zuerst führte oben eine Straße, 1896 entstand die Zahnradbahn Štrba–Štrbské Pleso (in Betrieb bis 1932, 1970 wieder eröffnet). 
Bis kurz nach dem Zweiten Weltkrieg standen hier nur wenige Häuser, doch danach wurden Wohnungen für Bedienstete in den Tatraorten sowie Fremdenverkehrsunterkünfte, Hütten und ähnliches gebaut, besonders in der Zeit vor der Nordischen Skiweltmeisterschaft 1970. Dazu wurde die Cesta I. triedy 18 („Straße 1. Ordnung“) hierher verlegt und eine Tankstelle gebaut.